# Jeffrén Suárez
Jeffrén Isaac Suárez Bermúdez známý jako Jeffrén (* 20. ledna 1988, Ciudad Bolívar, Venezuela) je venezuelsko-španělský fotbalový útočník, který v současné době hraje v klubu Chiangmai United F. C. V mládežnických kategoriích reprezentoval Španělsko a na seniorské úrovni oblékal reprezentační dres Venezuely.

## Klubová kariéra
S Barcelonou vyhrál řadu trofejí včetně Ligy mistrů UEFA, Superpoháru UEFA a MS klubů.

## Reprezentační kariéra

### Španělsko
Jeffrén působil v mládežnických reprezentacích Španělska.
S týmem do 19 let vyhrál Mistrovství Evropy U19 2006 v Polsku.
Se španělskou reprezentací do 21 let vyhrál roku 2011 Mistrovství Evropy U21 v Dánsku, kde Španělé zvítězili ve finále nad Švýcarskem 2:0.

### Venezuela
V reprezentačním A-mužstvu Venezuely debutoval v roce 2015 a nastoupil v pouhých čtyřech zápasech, v kterých nedal žádný gól a ten poslední odehrál v roce 2016. Od té doby na reprezentační úrovni nehrál.